# (5565) Ukyounodaibu
(5565) Ukyounodaibu es un asteroide perteneciente al cinturón de asteroides descubierto el 10 de noviembre de 1991 por Akira Natori y el también astrónomo Takeshi Urata desde la Estación Yakiimo, Shimizu-ku, Japón.

## Designación y nombre
Designado provisionalmente como 1991 VN2. Fue nombrado Ukyounodaibu en honor a la poetisa japonesa, Kenreimon-in Ukyounodaibu. Escribió un diario con 359 poemas que describen su vida en la corte y reminiscencias de su joven amante Taira-no Sukemori, quien murió en la batalla de Dannoura. Fue contemporánea de Taira no Tokuko, que también tiene asignado el asteroide (5242) Kenreimonin.

## Características orbitales
Ukyounodaibu está situado a una distancia media del Sol de 2,810 ua, pudiendo alejarse hasta 3,416 ua y acercarse hasta 2,204 ua. Su excentricidad es 0,215 y la inclinación orbital 10,30 grados. Emplea 1720,72 días en completar una órbita alrededor del Sol.

## Características físicas
La magnitud absoluta de Ukyounodaibu es 12,1. Tiene 12,286 km de diámetro y su albedo se estima en 0,203. Está asignado al tipo espectral S según la clasificación SMASSII.